# Vlinderstrik (natuurgebied)
Vlinderstrik is de naam van een ontwerp voor de herinrichting van 100 hectare veenpoldergebied tussen Rotterdam en Berkel en Rodenrijs, in de Nederlandse provincie Zuid-Holland. Compensatie bieden voor ontwikkelingen elders in de Rijnmondregio in het kader van 'Mainport Rotterdam' is de voornaamste aanleiding voor het ontwikkelen ervan. Het plangebied wordt begrensd door velerlei infrastructurele werken aan de noordzijde van het Rotterdamse stedelijk gebied en heeft op een plattegrond de vorm van een vlinderstrik. De nieuwe bestemming van het gebied is natuur- en recreatie. De herinrichting wordt in 2017 opgeleverd. Daarna zal de Vereniging tot bescherming van natuurmonumenten het gebied gaan beheren.
De Vlinderstrik bestaat uit de Berkelse Zuidpolder en een deel van de Rotterdamse Schiebroekse Polder en is oorspronkelijk een veenweidelandschap. Het gebied is steeds meer onder stedelijke invloed gekomen en wordt doorkruist door de HSL, Randstadrail (lijn E van de Rotterdamse metro), de N209 (straks de verlenging van de A16) en de N471. Het open karakter blijft na de onttrekking aan de agrarische bestemming gehandhaafd, maar de inrichting wordt afwisselender en kleinschaliger. Na totstandkoming van de Vlinderstrik is aan de noordrand van Rotterdam een aaneengesloten groengebied behouden gebleven dat verder bestaat uit de Polder Schieveen, Midden-Delfland, de Rottemeren en de Ackerdijkse Plassen. De gemeente Midden-Delfland is aangewezen als Bijzonder Provinciaal Landschap; dit gebied moet open worden gehouden en tegelijk recreatie vanuit het omringende stedelijk gebied faciliteren.